# Pumas Naucalpan
Pumas Naucalpan ist ein ehemaliger mexikanischer Fußballverein, der als Farmteam der UNAM Pumas fungierte. 

## Geschichte
Es ist nicht bekannt, weshalb der Verein den Zusatz der im Bundesstaat México nordwestlich vor den Toren von Mexiko-Stadt gelegenen Stadt Naucalpan de Juárez trug, denn seine einzig bekannte Heimspielstätte ist das rund 2.000 Zuschauer fassende Estadio La Cantera, das sich auf einem 1997 eröffneten Gelände mit der Bezeichnung Cantera Oriente südöstlich der Ciudad Universitaria de México befindet, das als Trainingsgelände der UNAM Pumas dient und sich über zweihundertsechstausend Quadratmeter erstreckt. Möglicherweise waren die Pumas vor der Einweihung 1997 oder vor dem Aufstieg von 2001 in Naucalpan beheimatet?
Die Pumas Naucalpan gewannen in der Saison 2000/01 die Meisterschaft der seinerzeit noch viertklassigen Tercera División und stiegen durch diesen Erfolg in die drittklassige Segunda División auf, in der sie letztmals in der Saison 2014/15 vertreten waren.

## Erfolge
- Meister der Tercera División: 2000/01